# 阿斯塔內耶阿什拉菲耶

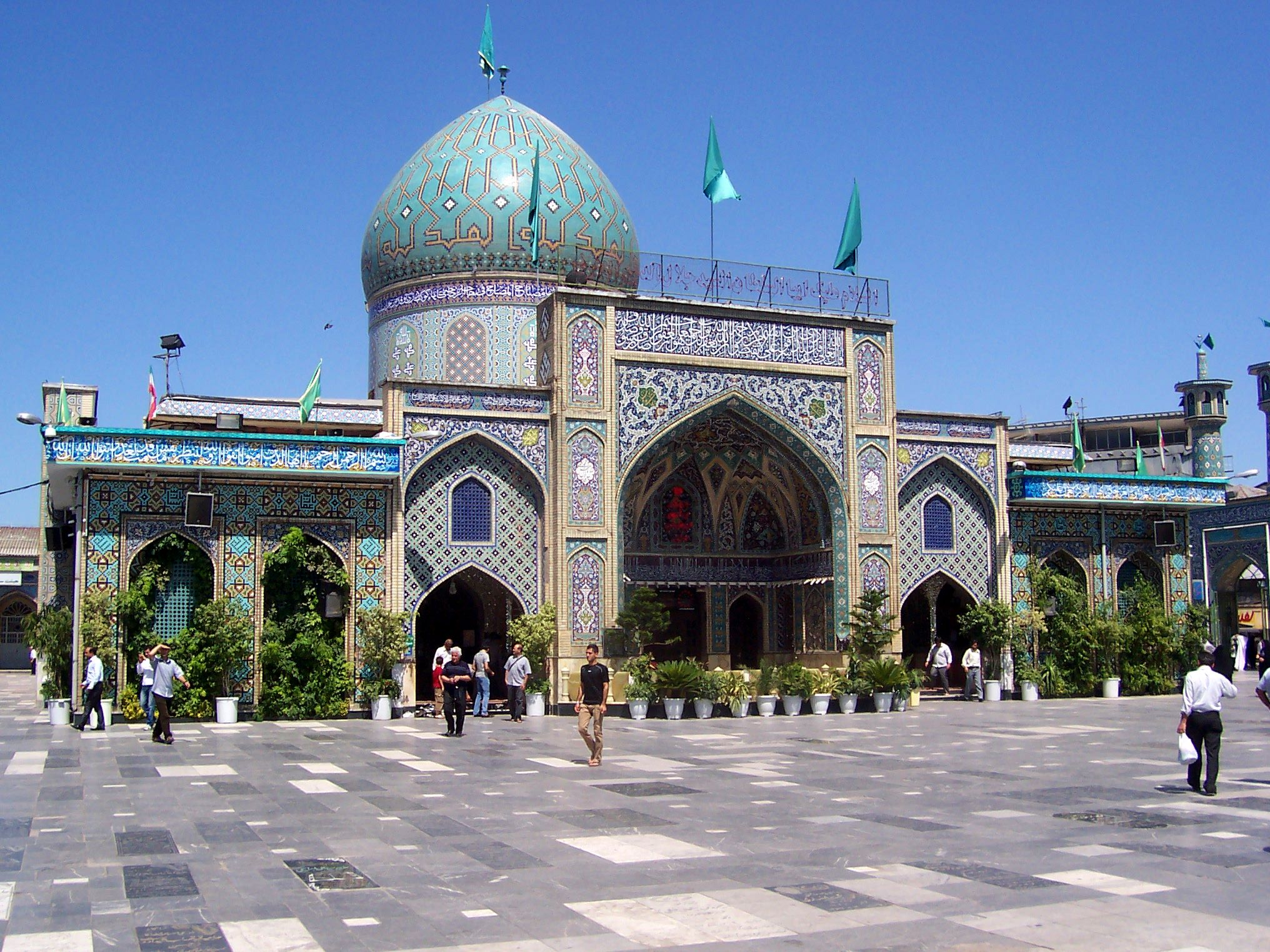

阿斯塔內耶阿什拉菲耶是伊朗的城市，位於該國西北部裡海沿岸，由吉蘭省負責管轄，毗鄰拉什特，海拔高度7米，主要農產品有稻米、茶葉和草藥，2016年人口44,941。